# Govern de Canàries

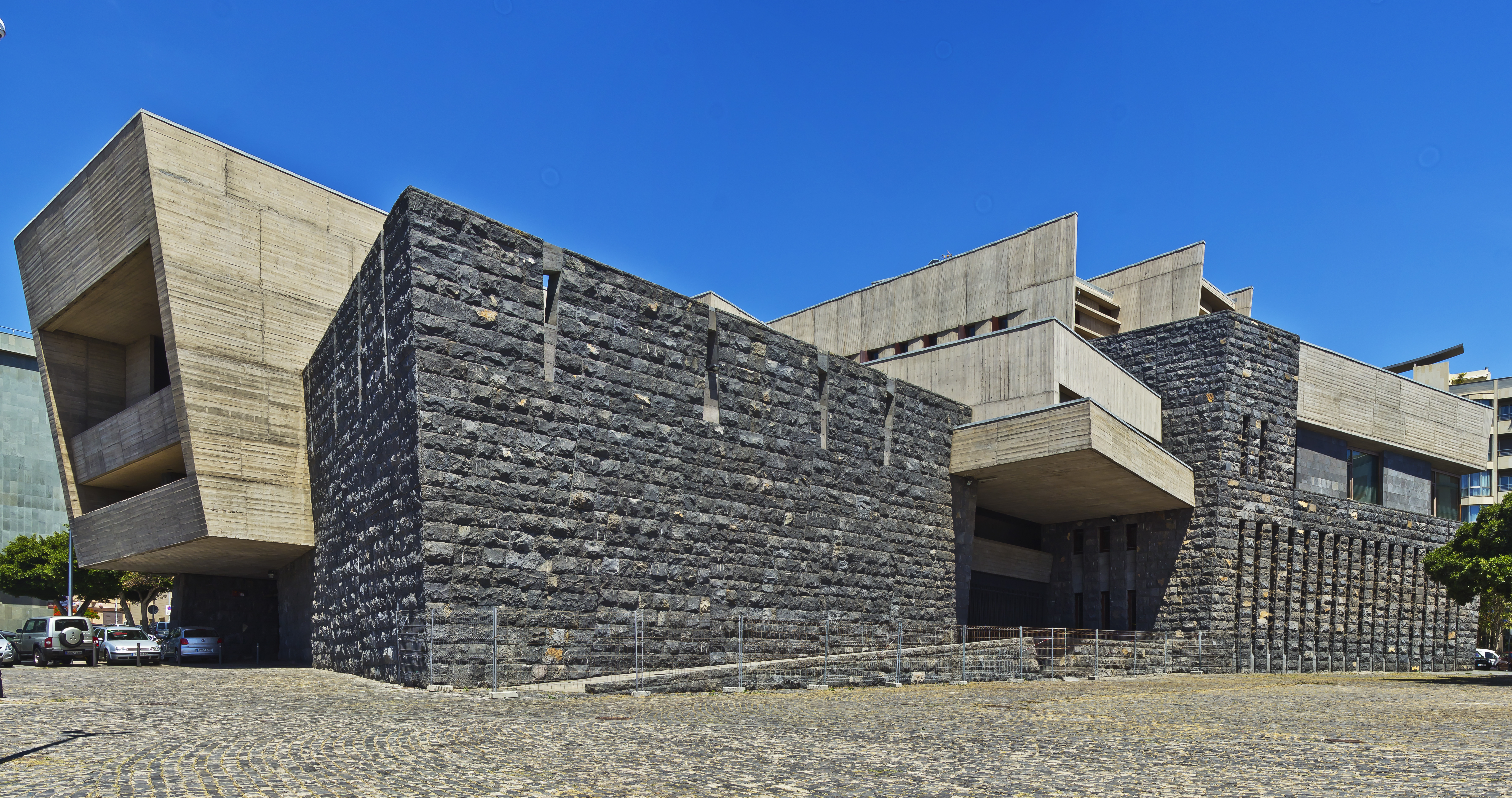
Seu del Govern de Canàries a Santa Cruz de Tenerife

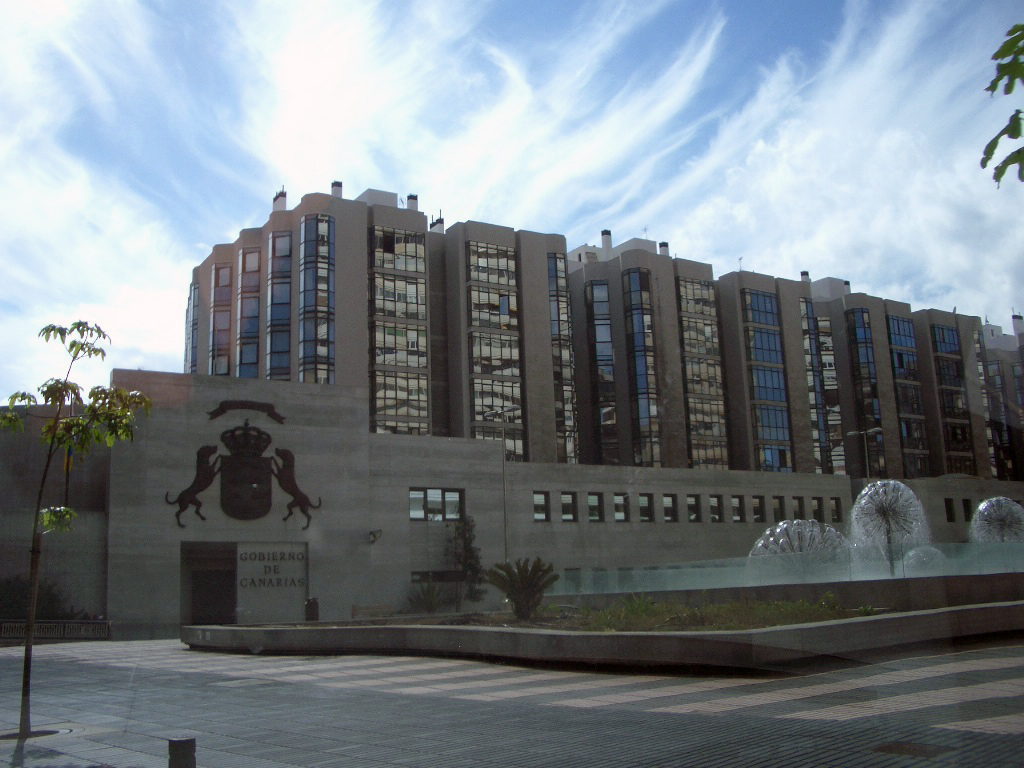
Seu del Govern de Canàries a Las Palmas de Gran Canària

El Govern de Canàries és la institució del poder executiu de les Canàries. L'actual règim autonòmic de Canàries sorgeix com a resultat del sistema democràtic representatiu instaurat a Espanya a partir de finals 1976 (Llei de Reforma Política) i, en concret, després de la promulgació de la Constitució Espanyola de 1978, on, en el seu títol VIII, s'estableix l'Estat de les Autonomies i s'insta a les regions d'Espanya a aprovar els seus respectius Estatuts d'Autonomia.

## Règim preautonòmic iEstatut d'Autonomia
Des de fa més de cinc-cents anys, després del seu conquesta per part de la Corona de Castella, les Illes Canàries han merescut una atenció especial a causa de factors que la diferenciaven de la resta de regions de l'Espanya peninsular, tals com la insularitat, la fragmentació del seu territori la falta de recursos naturals i la llunyania del continent europeu. Ja en el segle xvi, la Corona de Castella reconeix la condició singular de l'Arxipèlag, dotant-lo d'uns privilegis comercials i fiscals que venien a reconèixer aquests fets diferenciadors amb l'objectiu d'estimular la colonització europea de les illes així com dotar-les d'un major dinamisme econòmic. Posteriorment, aquest reconeixement es vindria a plasmar legalment mitjançant el desenvolupament de normes com el Reial decret de Ports Francs (1852) o la Llei de Ports Francs de Canàries (1900), actualitzades als nous temps per la Llei del Règim Econòmic i Fiscal de Canàries (REF), promulgada en 1972 i modificada en 1991. En Espanya, el procés de constitució en autonomies té els seus orígens en el segle xix.
Ja en el projecte constitucional federal de 1873 (que no va arribar a prosperar) i, posteriorment, en la Constitució de la República Espanyola de 1931, s'establix la necessitat que les províncies que ho desitgin, així com els territoris insulares, puguin constituir-se en autonomies i assumir les competències que no siguin de dret exclusiu de l'Estat. Després de les eleccions a les Corts al febrer de 1936, s'aviva l'interès per l'elaboració dels estatuts d'autonomia. En Canàries, el republicà Ramón Gil Roldán, president sortint de la Mancomunitat Provincial Interinsular de Santa Cruz de Tenerife, i el Col·legi d'Agents Comercials de Las Palmas, presenten sengles projectes d'Estatuts. L'agost de 1936, les Mancomunitats Provincials de Las Palmas i Santa Cruz de Tenerife són les encarregades de realitzar una nova proposta d'Estatut per a Canàries, on es fa esment a la capitalitat compartida. Però l'alçament militar del 18 de juliol, la Guerra Civil Espanyola interromp aquest procés, que tornaria a reprendre's quaranta anys després amb la restauració de la democràcia.
El 15 de juny de 1977 se celebren les primeres eleccions democràtiques a Espanya després de la dictadura del General Franco. A partir d'aquestes eleccions, s'obre a Canàries un període de preautonomia. En qualsevol cas, es deixa clar que el seu Estatut d'Autonomia s'elaborarà una vegada s'hagués aprovat la Constitució Espanyola, que per aquell temps es trobava en estudi i finalment acabaria per promulgar-se en 1978. A l'etapa preautonòmica, en 1978, es crea la Junta de Canàries com òrgan de Govern de les Illes, amb representació de parlamentaris, representants de cada Cabildo Insular i representants locals sorgits de les eleccions locals. La Junta funciona en Ple Permanent i en Consell Permanent i té com funcions, entre altres qüestions, gestionar i administrar les funcions i serveis que transfereixi l'administració de l'Estat.
Per a fer efectiu aquest procés de transferències, el Govern aprova el Reial decret 476/1978 de 17 de març.

## Símbols de la Comunitat Autònoma
- La bandera: La bandera de Canàries està formada per tres franges iguals en sentit vertical, els colors del qual són, a partir de l'asta, blanc, blau i groc. (Art. 6 de l'Estatut d'Autonomia)
- L'escut: Canàries té escut propi, la descripció del qual és la següent: en camp d'azur porta set illes de plata ben ordenades dues, dues, dues i una, aquesta última en punta. Com a timbre una corona real d'or, surmontada d'una cinta de plata amb el lema Oceà de sabre i com a suports dos cans en el seu color encollarats. (Art. 6 de l'Estatut d'Autonomia)
- L'himne

## La Presidència
Presidents de la Junta de Canàries (etapa preautonòmica)
| Nom                               | Inici                  | Fi                     | Partit |
| --------------------------------- | ---------------------- | ---------------------- | ------ |
| Alfonso Soriano Benítez de Lugo   | 14 d'abril de 1978     | 9 de juny de 1979      | UCD    |
| Fernando Bergasa Perdomo          | 9 de juny de 1979      | 9 de juny de 1980      | UCD    |
| Vicente Álvarez Pedreira          | 9 de juny de 1980      | 12 de juny de 1981     | UCD    |
| Fernando Bergasa Perdomo (2n cop) | 12 de juny de 1981     | 14 de juny de 1982     | UCD    |
| Francisco Javier Ucelay Sabina    | 14 de juny de 1982     | 29 de desembre de 1982 | UCD    |
| Jerónimo Saavedra Acevedo         | 29 de desembre de 1982 | 11 de juny de 1983     | PSOE   |

Presidents del Govern de Canàries (etapa autonòmica)
| Nom                                | Inici                  | Fi                     | Partit |
| ---------------------------------- | ---------------------- | ---------------------- | ------ |
| Jerónimo Saavedra Acevedo          | 11 de juny de 1983     | 30 de juliol de 1987   | PSOE   |
| Fernando Fernández Martín          | 30 de juliol de 1987   | 28 de desembre de 1988 | CDS    |
| Lorenzo Olarte Cullén              | 28 de desembre de 1988 | 11 de juliol de 1991   | CDS    |
| Jerónimo Saavedra Acevedo (2ª vez) | 11 de juliol de 1991   | 2 d'abril de 1993      | PSOE   |
| Manuel Hermoso Rojas               | 2 d'abril de 1993      | 16 de juliol de 1999   | CC     |
| Román Rodríguez Rodríguez          | 16 de juliol de 1999   | 8 de juliol de 2003    | CC     |
| Adán Martín Menis                  | 8 de juliol de 2003    | 13 de juliol de 2007   | CC     |
| Paulino Rivero Baute               | 13 de juliol de 2007   | 9 de juliol de 2015    | CC     |
| Fernando Clavijo Batlle            | 9 de juliol de 2015    | 16 de juliol de 2019   | CC     |
| Ángel Víctor Torres                | 16 de juliol de 2019   | 12 de juliol de 2023   | PSOE   |
| Fernando Clavijo Batlle            | 12 de juliol de 2023   | actualitat             | CC     |

## Equip de Govern
- Consellers

## Organització
- Seus Presidència del Govern
- Conselleries

## Competències transferides
Les transferències es van transferir del Govern d'Espanya a la Comunitat a través de l'Estatut d'Autonomia i la seva reforma i de la Llei Orgànica de Transferència de Competències a Canàries i la seva reforma.
- Sanitat (1994)
- Serveis Socials (1982)
- Serveis d'ocupació (1999)
- Joventut (1982)
- Treball (Relacions Laborals), Mediació Arbitratge i Conciliació (1984)
- IMSERSO (1985)

## Altres institucions de la Comunitat
- Consell Econòmic i Social de Canàries
- Parlament de Canàries
- Diputat del Comú
- Tribunal de Comptes de Canàries

## Empreses públiques
- Canàries Cultura en Xarxa
- Habitatges Socials de Canàries (VISOCAN)
- Gestió i Planejament Urbanístic de Canàries (GESPLAN)
- GRECASA